# Linia nuchală superioară
Linia nuchală superioară sau linia curbă occipitală superioară (Linea nuchalis superior, Linea nuchae superior) este o proeminență aflată pe fața exocraniană a solzului osului occipital, care se se extinde lateral de la protuberanța occipitală externă, de o parte și de alta, spre unghiul lateral al osului occipital. Pe treimea medială a liniei nuchale superioare se inserează mușchiul trapez (Musculus trapezius), pe  porțiunea laterală se inserează mușchiul sternocleidomastoidian (Musculus sternocleidomastoideus), iar imediat sub treimea laterală a ei se inserează mușchiul splenius al capului (Musculus splenius capitis).